# 川島明のねごと
『川島明のねごと』（かわしまあきらのねごと）は、TBSラジオにて放送されている川島明（麒麟）の冠ラジオ番組。

## 概要
2021年3月19日、前身番組となる『世界睡眠デー特別番組 ブレインスリープ presents 川島明のぐっすりナイト』が単発番組として放送。
同年4月4日、初回が放送された。「TBSテレビ朝の顔となるなど、今最も忙しいと言っても過言ではない男、麒麟・川島明が、日曜の夜、無意識に吐き出す『ねごと』のような、他では話さないここだけの本音を語ります!」をコンセプトとする。
番組開始から2023年3月まではブレインスリープがスポンサーを務めており、出演したゲストにはブレインスリープピローがプレゼントされた。
『言ってそうなねごと』のコーナーのMVPになる、もしくはTwitter企画の『ちょい足し大喜利』で優秀作品に選ばれるとポイントが付与され、5ポイント貯まるとブレインスリープピローがプレゼントされる。
番組開始1周年を迎えた第53回（2022年4月3日放送）からポッドキャストでの配信も開始した。
2023年3月26日放送分で『ブレインスリープ presents 川島明のねごと』が最終回を迎えた。ゲストは呼ばず、向と二人で過去に出演したゲストから事前に送ってもらった近況報告を元にしたクイズを行った。番組後半、新たにスカルプDを冠スポンサーに迎え『スカルプD presents 川島明のねごと』として番組の継続を発表した。
2025年3月30日放送分で『スカルプD presents 川島明のねごと』が最終回を迎えた。『ブレインスリープ』時代と同様にゲストは呼ばず、『THE SECOND～漫才トーナメント～ 2025』に出場するも敗退した天津飯大郎の近況報告を中心としたトークを行ったのち、新たにイースト駅前クリニックを冠スポンサーに迎え『イースト駅前クリニック presents 川島明のねごと』として番組の継続を発表した。

## 出演者

### パーソナリティ
- 川島明（麒麟）

第6回、第40回は、欠席。

### アシスタント
- 天津飯大郎（天津）

ゲスト等の出演者にはブレインスリープピローがプレゼントされているにもかかわらず、向はリスナー同様5ポイント貯まるまで触れることすらできなかったが、第30回にて5ポイントを貯めてブレインスリープピローを入手した。
第8回、第11回、第12回、第33回、第121回、第148回、第149回は欠席。
第89回放送では、度々川島に未完成と言われてきた向の自宅マンションからロケを敢行。マンション自体は完成していたものの、床が半生である事が判明した。
第92回放送では、19歳TikTokerと2022年12月23日に中目黒の個室焼肉店に行った事を告白。着席するなり「わたしは25歳になるまで彼氏は作らない」と宣言される。向は「元々そういう感じちゃうやん」と返し、解散後一人スタンド居酒屋でベロベロになる。川島に「発想が粗チン」となじられる。

## コーナー

### 現在のコーナー
- 駅前で考え中

「駅前で暇を潰している時、この人はこんなことを考えてそう！」というのをリスナーが勝手に考えるコーナー。
- 聞きっぱなしカウンセリング

リスナーからずっと引っ掛かっている失敗したこと、恥ずかしかったこと、腹の立ったこと、嫌な出来事などのエピソードを募集するコーナー。
スカルプD時代に行われていた『スカルプDで洗い流したい』と内容が酷似しており、飯大郎曰く「ほぼそのまんま」。
- 今週の本坊元児

エンディングで行われるコーナー。スポンサーに関係ないコーナーの為、ブレインスリープ時代、スカルプD時代から引き継がれている。番組スタッフが調べてきた向の一週間の生活と、川島のLINEに送られてきた本坊元児（ソラシド）の一週間の生活の、どちらがお笑い界に貢献しているかを判断するコーナー。判定はその日のゲストが行う。大体は内容に関係なく本坊が勝利し、向が不満を口にするパターンが多いが、内容次第では向が勝利するパターンもある。

### 終了したコーナー
- 向くん、ちょっと調べてきて

リスナーから向に調べてきて欲しいことを募り、実際に向が調査してくるコーナー。
- マイ・フェイバリットのコーナー

川島と向の他ではオススメできないようなものをオススメするコーナー。
- グッド・スリープ・ラボ

「良い睡眠」について研究するコーナー。ゲストにブレインスリープの寝具を紹介し、実際に体験してもらう。この際、ブレインスリープの寝具に身体を預けるとすぐに寝てしまい、本人も思ってもみないような寝言を呟くという大喜利が恒例となっている。その後はウケ具合に関係なく、ゲストにはブレインスリープピローが贈呈された。
- 言ってそうなねごと

誰かの言ってそうなねごとを勝手に考えて送ってもらうコーナー。
コーナーの最後にMVP作品が選ばれ、MVP作品に選ばれるとポイントが付与される。
2025年3月23日放送分では同年3月14日が世界睡眠デーであった事に因んで、一夜限りの復活を果たした。この時のみ、MVP作品にはブレインスリープピローとスカルプDのシャンプー＆コンディショナーの特別セットが贈呈された。
- スカルプDで洗い流したい

リスナーから失敗したこと、恥ずかしかったこと、腹の立ったこと、嫌な出来事などをスカルプDで頭皮の汚れと一緒に洗い流したいエピソードを募集するコーナー。
- シャンプー中、考え中

「こういう人は、シャンプーをしてる時に、こんなことを考えてそう！」というのをリスナーが勝手に考えるコーナー。

## テーマ曲

### オープニング
番組開始時より、一貫してtoconomaの楽曲が使用されている。
- 「Drifter」

ブレインスリープ時代に使用。
- 「Futurez」

スカルプD時代に使用。
- 「relive」

イースト駅前クリニック時代に使用。

### エンディング
- 「SUNSET DRIVER」カルメラ

番組開始当時から使用。

## 放送日程
| 放送リスト（2021年） | 放送リスト（2021年）                                                                                    | 放送リスト（2021年）                                        | 放送リスト（2021年） | 放送リスト（2021年） | 放送リスト（2021年） |
| 回数                 | 放送内容                                                                                                | ゲスト                                                      | 放送日               | 備考                 |                      |
| -------------------- | --- | ----------------------------------------------------------- | -------------------- | -------------------- | -------------------- |
| 第1回                | パジャマでゆるりとお届け                                                                                | 田村真子（TBSテレビアナウンサー） かじがや卓哉              | 4月4日               |                      |                      |
| 第2回                | シン・エヴァンゲリオン、どう?                                                                           | 田村真子（TBSテレビアナウンサー） かじがや卓哉              | 4月11日              |                      |                      |
| 第3回                | あさりちゃんOPテーマの間奏がスゴイ!?                                                                    | 田村真子（TBSテレビアナウンサー）                           | 4月18日              |                      |                      |
| 第4回                | 川島、公開アフレコに参加!                                                                               | 田村真子（TBSテレビアナウンサー）                           | 4月25日              |                      |                      |
| 第5回                | ねおさんと一緒!                                                                                         | ねお                                                        | 5月2日               |                      |                      |
| 第6回                | 天津向×ロバート!                                                                                        | ロバート                                                    | 5月9日               | 川島が欠席           |                      |
| 第7回                | 川島カムバック!井口綾子さん初登場!                                                                      | 井口綾子 増田光一（マリーマリー、収録済み音声での出演）     | 5月16日              |                      |                      |
| 第8回                | ダイアン津田さんとゴイゴイスーって言うゲーム                                                            | 津田篤宏（ダイアン） 井口綾子                               | 5月23日              | 向が欠席             |                      |
| 第9回                | オッドタクシーとピチカート・ファイヴ                                                                    | ねお                                                        | 5月30日              |                      |                      |
| 第10回               | 川島考案!音楽先行エピソードトーク!                                                                      | ねお                                                        | 6月6日               |                      |                      |
| 第11回               | コロチキ・ナダルさんといい声サンプリング対決! 保﨑麗さん初登場!                                         | ナダル（コロコロチキチキペッパーズ） 保﨑麗                 | 6月13日              | 向が欠席             |                      |
| 第12回               | またまたダイアン津田ですやん!                                                                           | 津田篤宏（ダイアン） 保﨑麗                                 | 6月20日              | 向が欠席             |                      |
| 第13回               | 川島vs向、大喜利サンプリングバトル!大和田南那さん初登場!                                                | 大和田南那                                                  | 6月27日              |                      |                      |
| 第14回               | 川島と向が大和田南那さんの大喜利にちょい足し!                                                           | 大和田南那                                                  | 7月4日               |                      |                      |
| 第15回               | 新婚のダイアン・ユースケ（オッドタクシーの柴垣）が登場! 照れ臭いことサンプリングで答えまっせスペシャル! | ユースケ（ダイアン）                                        | 7月11日              |                      |                      |
| 第16回               | 川島が選ぶ上半期ラヴィットランキング＆ 元芸人がスタジオで現在を語る!                                    | 井口綾子 吉田寛（元ピーマンズスタンダード）                 | 7月18日              |                      |                      |
| 第17回               | とろサーモン久保田登場!!久保田VS向、伏線回収大喜利!!                                                    | 久保田かずのぶ（とろサーモン）                              | 7月25日              |                      |                      |
| 第18回               | 川島、ウマ娘の人気を実感!＆10音ほにゃらら大賞!                                                          | 保﨑麗                                                      | 8月1日               |                      |                      |
| 第19回               | 川島・向・ナダルが挑戦!何かにつけて例えましょう                                                         | ナダル（コロコロチキチキペッパーズ）                        | 8月8日               |                      |                      |
| 第20回               | 西野未姫さん初登場! 脱走した動物⁉スーパーマラドーナ田中さんに電話インタビュー                           | 西野未姫 田中一彦（スーパーマラドーナ、電話出演）           | 8月15日              |                      |                      |
| 第21回               | 真・何かにつけて例えましょう withダイアン津田akaホモサピエンス馬場fromオッドタクシー                    | 津田篤宏（ダイアン）                                        | 8月22日              |                      |                      |
| 第22回               | オズワルド登場! 畠中オリジナルソング『コンビニエンスマン』いい歌詞選手権!                               | オズワルド                                                  | 8月29日              |                      |                      |
| 第23回               | とろサーモン久保田と怖い話タイムアタック!!                                                              | 久保田かずのぶ（とろサーモン）                              | 9月5日               |                      |                      |
| 第24回               | 相席スタート山添を緊急呼び出し!?日常に潜むセクシーベスト10                                              | 山添寛（相席スタート）                                      | 9月12日              |                      |                      |
| 第25回               | 高田秋さん初登場!芸人の活動、その実態に迫る                                                             | 高田秋                                                      | 9月19日              |                      |                      |
| 第26回               | キングオブコントファイナリスト、そいつどいつ登場! ナダルから喜怒哀楽を引き出せ!                         | そいつどいつ ナダル（コロコロチキチキペッパーズ、電話出演） | 9月26日              |                      |                      |
| 第27回               | 霜降り明星・せいや登場! #ホテルカワシマ 遅刻裁判                                                        | せいや（霜降り明星）                                        | 10月3日              |                      |                      |
| 第28回               | ダイアン・ユースケの新婚生活＆音楽先行むかしばなし                                                      | ユースケ（ダイアン）                                        | 10月10日             |                      |                      |
| 第29回               | 東京ホテイソン登場！ たけるをうならせ、自己紹介ホテイソン                                               | 東京ホテイソン                                              | 10月17日             |                      |                      |
| 第30回               | とろサーモン久保田またまた登場! 川島、『水曜日のダウンタウン』ラヴィット企画を語る                      | 久保田かずのぶ（とろサーモン）                              | 10月24日             |                      |                      |
| 第31回               | 川島軍団の天津向・ムーディ勝山・ネゴシックス集結! 川島の暴露作戦会議                                    | ムーディ勝山 ネゴシックス                                   | 10月31日             |                      |                      |
| 第32回               | ZAZY初登場！どこかに一人だけいそうなやつ                                                                | ZAZY                                                        | 11月7日              |                      |                      |
| 第33回               | 千鳥が登場！川島×ノブ×大悟、お互いに聞きたいこと！                                                      | 千鳥                                                        | 11月14日             | 向が欠席             |                      |
| 第34回               | 同じ町内の先輩！陣内智則さんが登場！                                                                    | 陣内智則                                                    | 11月21日             | 向が欠席             |                      |
| 第35回               | 相席スタートがコンビで登場！ラヴィット山添問題再び！                                                    | 相席スタート                                                | 11月28日             |                      |                      |
| 第36回               | 東京ホテイソン登場！たけるをうならせ造語ツッコミ編！                                                    | 東京ホテイソン                                              | 12月5日              |                      |                      |
| 第37回               | スタジオは川島と向だけ！ソラシド本坊さんに電話で近況確認                                                | 本坊元児（ソラシド、電話出演）                              | 12月12日             |                      |                      |
| 第38回               | 熱い戦いの裏で… 王者とろサーモン久保田とチヨタイカイカイカイ！                                          | 久保田かずのぶ（とろサーモン）                              | 12月19日             |                      |                      |
| 第39回               | 今年最後の放送！ゲストは南海キャンディーズ山里亮太！                                                    | 山里亮太（南海キャンディーズ）                              | 12月26日             |                      |                      |

| 放送リスト（2022年） | 放送リスト（2022年）                                                                   | 放送リスト（2022年）                                     | 放送リスト（2022年） | 放送リスト（2022年） | 放送リスト（2022年） |
| 回数                 | 放送内容                                                                               | ゲスト                                                   | 放送日               | 備考 |                      |
| -------------------- | -------------------------------------------------------------------------------------- | -------------------------------------------------------- | -------------------- | --- | -------------------- |
| 第40回               | 新年最初の放送は川島不在！ 向・久保田・ネゴと、ムーディ勝山のチャラチャッチャラジオ！  | 久保田かずのぶ（とろサーモン） ムーディ勝山 ネゴシックス | 1月2日               | 川島が同時間帯に「お笑いオムニバスGP～クセがスゴい＆ドッキリツッコミGP＆バク速ネタSP～」（フジテレビ）に出演していたため欠席。 |                      |
| 第41回               | ダイアンが2人揃って登場！ スタイルトークバトル！                                       | ダイアン                                                 | 1月9日               | |                      |
| 第42回               | モグライダー初登場！ともしげに思わぬハプニング！？                                     | モグライダー                                             | 1月16日              | |                      |
| 第43回               | 銀シャリ初登場！変な鰻と闇の橋本                                                       | 銀シャリ                                                 | 1月23日              | |                      |
| 第44回               | とろサーモン村田とパンサー向井が初登場！縁の下の4人がトーク！                          | 村田秀亮（とろサーモン） 向井慧（パンサー）              | 1月30日              | |                      |
| 第45回               | アンチェイン、相席スタート山添登場！パチンコ好き3人がスーパーリーチを考える！          | 山添寛（相席スタート）                                   | 2月6日               | |                      |
| 第46回               | 川島明、復帰！療養中の心境を語る                                                       | -                                                        | 2月13日              | |                      |
| 第47回               | 見取り図が初登場！もってけ！引っ越し祝いしりとり！                                     | 見取り図                                                 | 2月20日              | |                      |
| 第48回               | 平成ノブシコブシ吉村が登場！非ファイナリスト芸人の処世術とは？                         | 吉村崇（平成ノブシコブシ）                               | 2月27日              | |                      |
| 第49回               | しずる初登場！相方のセンスを見抜けるか！？                                             | しずる                                                   | 3月6日               | |                      |
| 第50回               | 藤井隆さんと、このアウトロがすごい！                                                   | 藤井隆                                                   | 3月13日              | |                      |
| 第51回               | 中川家・剛さんが登場！日常系いい音プレゼン！                                           | 中川剛（中川家）                                         | 3月20日              | |                      |
| 第52回               | おいでやす小田につっこませろ！                                                         | おいでやす小田                                           | 3月27日              | |                      |
| 第53回               | 番組開始から1周年！真空ジェシカが初登場！                                              | 真空ジェシカ                                             | 4月3日               | |                      |
| 第54回               | もう中学生パラダイスオーケストラ！                                                     | もう中学生                                               | 4月10日              | |                      |
| 第55回               | ロングコートダディ初登場！兎は堂前と仲良くなりたい                                     | ロングコートダディ                                       | 4月17日              | |                      |
| 第56回               | 東京ホテイソンと、自己紹介ホテイソン・リスナー投稿編！                                 | 東京ホテイソン                                           | 4月24日              | |                      |
| 第57回               | 宮下草薙が初登場！芸人史上初？ブレイクのきっかけとは！？                               | 宮下草薙                                                 | 5月1日               | |                      |
| 第58回               | 珍味の時代が到来！男性ブランコが初登場！                                               | 男性ブランコ                                             | 5月8日               | |                      |
| 第59回               | 心得は‟とにかく人に甘える”！ ずん飯尾さん登場！                                        | 飯尾和樹（ずん）                                         | 5月15日              | |                      |
| 第60回               | とろサーモンがコンビ揃って登場！購入履歴大喜利！                                       | とろサーモン                                             | 5月22日              | |                      |
| 第61回               | アキラのためなら！野性爆弾・くっきー！さん初登場！                                     | くっきー!                                                | 5月29日              | |                      |
| 第62回               | ぃやぁっとうー！インディアンスが初登場！しみる～！！                                   | インディアンス                                           | 6月5日               | |                      |
| 第63回               | 三四郎が初登場！小宮と向に闘争勃発！？                                                 | 三四郎                                                   | 6月12日              | |                      |
| 第64回               | コンビで登場！コロコロチキチキペッパーズ！                                             | コロコロチキチキペッパーズ                               | 6月19日              | |                      |
| 第65回               | ランジャタイが初登場！ サイコな寝言と地獄の無限うどん                                  | ランジャタイ                                             | 6月26日              | 番組開始以来、「今週の本坊元児」のコーナーで向が初勝利した。                                                                   |                      |
| 第66回               | さらば青春の光・森田＆みなみかわと弱ゴシップ見出し会議                                 | 森田哲矢（さらば青春の光） みなみかわ                    | 7月3日               | |                      |
| 第67回               | なすなかにし登場！メガネ破壊バラエティ！                                               | なすなかにし                                             | 7月10日              | |                      |
| 第68回               | ミキが初登場！なめんなよ！                                                             | ミキ                                                     | 7月17日              | |                      |
| 第69回               | 東京ホテイソンと新企画・お祝いスピーチホテイソン！向vsショーゴのインスタ対決スタート！ | 東京ホテイソン                                           | 7月24日              | |                      |
| 第70回               | オズワルド登場！畠中と伊藤の恋愛を想像で歌います                                       | オズワルド                                               | 7月31日              | |                      |
| 第71回               | 相席スタートがコンビで登場！オリジナルのスーパーリーチをケイにプレゼン！               | 相席スタート                                             | 8月7日               | |                      |
| 第72回               | きつねが初登場！淡路のサンプラーが大暴れ！                                             | きつね                                                   | 8月14日              | きつねが『ラヴィット!』二度目の出演後に収録。                                                                                  |                      |
| 第73回               | 蛙亭が初登場！コントが見えてくる、中野の第一声！                                       | 蛙亭                                                     | 8月21日              | |                      |
| 第74回               | 男性ブランコが登場！本当の深海生物はどれだ！？                                         | 男性ブランコ                                             | 8月28日              | |                      |
| 第75回               | マユリカ初登場！中谷の無敵ツッコミが開花！？                                           | マユリカ                                                 | 9月4日               | |                      |
| 第76回               | 祝・結婚&完走！ EXITと大喜利のタスキで感動を！                                         | EXIT                                                     | 9月11日              | |                      |
| 第77回               | アインシュタイン初登場！何かにつけてたとえましょう・推理篇！                           | アインシュタイン                                         | 9月18日              | |                      |
| 第78回               | とろサーモン登場！向はどこへ？ガチ相撲とガチナレーション！                             | とろサーモン                                             | 9月25日              | |                      |
| 第79回               | 男性ブランコ登場！浦井は今度こそみんなをダマせるのか？                                 | 男性ブランコ                                             | 10月2日              | |                      |
| 第80回               | ニューヨークが初登場！嶋佐は〇〇‐1を目指す！？                                         | ニューヨーク                                             | 10月9日              | 「今週の本坊元児」のコーナーで向が二度目の勝利。                                                                               |                      |
| 第81回               | 三四郎が登場！向vs小宮 因縁決着スペシャル！？                                          | 三四郎                                                   | 10月16日             | |                      |
| 第82回               | 初登場プラス・マイナス！モノマネがいっぱい！                                           | プラス・マイナス                                         | 10月23日             | |                      |
| 第83回               | ネルソンズが初登場！まんじゅう、哀愁のひとこと                                         | ネルソンズ                                               | 10月30日             | |                      |
| 第84回               | プラス・マイナスと『クイズ！ロッチ・コカドさんはなんて言ってるんでしょうか？』         | プラス・マイナス                                         | 11月6日              | |                      |
| 第85回               | おいでやすこがが2人で登場！こがけんを気持ちよくさせよう！                              | おいでやすこが                                           | 11月13日             | |                      |
| 第86回               | 見取り図が登場！エゴサチキンレース！                                                   | 見取り図                                                 | 11月20日             | |                      |
| 第87回               | 南海キャンディーズがコンビで登場！しずちゃんの古今恋愛事情に迫る！？                   | 南海キャンディーズ                                       | 11月27日             | |                      |
| 第88回               | 東京ホテイソン登場！ショーゴvs天津向 インスタフォロワー対決が決着！                    | 東京ホテイソン                                           | 12月4日              | |                      |
| 第89回               | 未完成疑惑がついに決着！天津向のマンションへ突撃ロケ                                   | プラス・マイナス                                         | 12月11日             | 向の自宅で初の外ロケを実施。                                                                                                   |                      |
| 第90回               | 熱戦の真裏でダイアン津田が登場！ゴイゴイゴイスーって何？ゲーム                         | 津田篤宏（ダイアン）                                     | 12月18日             | |                      |
| 第91回               | 聖なる夜にライ！ゲストの大トリは藤崎マーケット！                                       | 藤崎マーケット                                           | 12月25日             | |                      |

| 放送リスト（2023年） | 放送リスト（2023年）                                                        | 放送リスト（2023年） | 放送リスト（2023年） | 放送リスト（2023年） | 放送リスト（2023年） |
| 回数                 | 放送内容                                                                    | ゲスト | 放送日               | 備考 |                      |
| -------------------- | --------------------------------------------------------------------------- | --- | -------------------- | --- | -------------------- |
| 第92回               | 元日のゲストは、ななまがり！架空M-1グランプリ開催！                         | ななまがり | 1月1日               | |                      |
| 第93回               | ジャングルポケット太田・斉藤が登場！斉藤の分析力が大暴れ！                  | 斉藤慎二、太田博久（ジャングルポケット）                                                                                | 1月5日               | |                      |
| 第94回               | ピンチヒッターで来てくれたけど大活躍、プラス・マイナス！                    | プラス・マイナス | 1月15日              | 本来はロングコートダディが出演する予定であったが体調不良で欠席したため、代打としてプラス・マイナスが出演した。 |                      |
| 第95回               | 男性ブランコ登場！本物の〇〇はどれだ！？浦井スペシャル                      | 男性ブランコ | 1月22日              | |                      |
| 第96回               | おいでやす小田登場！小田はどこにつっこむのか！？                            | おいでやす小田 | 1月29日              | |                      |
| 第97回               | とにかく明るい安村が初登場！ショートネタをブラッシュアップ！                | とにかく明るい安村 | 2月5日               | |                      |
| 第98回               | 俺がねごとに添い寝する！天津向vsみなみかわ シン・アシスタント頂上決戦！     | みなみかわ | 2月12日              | 番組後半では、みなみかわの嫁も出演した。 |                      |
| 第99回               | 初登場、タイムマシーン3号！YouTube再生数ビンゴ                              | タイムマシーン3号 | 2月19日              | |                      |
| 第100回              | 放送第100回！ゆりやんレトリィバァがネタを試してみた                         | ゆりやんレトリィバァ | 2月26日              | |                      |
| 第101回              | とろサーモン久保田とイントロチャレンジ・ダブルス                            | 久保田かずのぶ（とろサーモン）                                                                                          | 3月5日               | |                      |
| 第102回              | かが屋が初登場！メモロスをなくそう！                                        | かが屋 | 3月12日              | |                      |
| 第103回              | プラス・マイナスと、新・やってはいけないドレミの歌                          | プラス・マイナス | 3月19日              | |                      |
| 第104回              | 4月から番組リニューアル！ 川島と向がこの2年を振り返る！                     | - | 3月26日              | |                      |
| 第105回              | リニューアル初回ゲストはコットン！きょんが古畑犯人役に？                    | コットン | 4月2日               | この回から「スカルプD presents 川島明のねごと」としてリスタート。 |                      |
| 第106回              | モノマネの俊英・レッツゴーよしまさ初登場！もしもあの人が古畑に出たらAGAIN！ | レッツゴーよしまさ | 4月9日               | |                      |
| 第107回              | ゲストは霜降り明星！ いろいろ詩吟とイントロチャレンジ！                     | 霜降り明星 | 4月16日              | |                      |
| 第108回              | ゲストはモグライダー！お祝い企画ともしげアキネイターチャレンジ！            | モグライダー | 4月23日              | |                      |
| 第109回              | 浦井人気が止まらない！男性ブランコと即興ニセちょっといい話！                | 男性ブランコ | 4月30日              | |                      |
| 第110回              | 探偵勇退離脱！銀シャリ登場！たとえまくりトーク？                            | 銀シャリ | 5月7日               | |                      |
| 第111回              | ニューヨーク登場！炎上対策企画『嶋佐はこんなこと言いません！』              | ニューヨーク | 5月14日              | |                      |
| 第112回              | ミキと一緒に、あいつだけわからないクイズ！大阪ロンリー・トゥナイト！        | ミキ | 5月21日              | |                      |
| 第113回              | 蛙亭と漫画談義！『中野の第一声』はリスナーも参加！                          | 蛙亭 | 5月28日              | |                      |
| 第114回              | ヨネダ2000が初登場！愛ちゃんへの向の想いは届くのか？                        | ヨネダ2000 | 6月4日               | |                      |
| 第115回              | オズワルド畠中スペシャル！？うまいこと言うゲーム！                          | オズワルド | 6月11日              | 前半は伊藤が仕事の都合により遅刻し、畠中一人を迎えての放送。番組後半、ゲストコーナーの途中で伊藤が合流した。 |                      |
| 第116回              | くっきーさんとZ世代置いてけぼりトーク！ 向、恋愛企画始動！？                | くっきー!（野性爆弾）                                                                                                   | 6月18日              | |                      |
| 第117回              | なすなかにし登場！クイズ・レトロでええやん！                                | なすなかにし | 6月25日              | この放送の際に行ったコーナー「クイズ・レトロでええやん！」にて、なすなかにし側が出題した「ドラゴンクエストの呪文のMP消費量」についてのクイズの解答で間違いが発覚した事から、翌週の放送で川島が謝罪したのち、なすなかにし両名が「川島ねごと」 無期限謹慎となった（2025年5月11日放送分まで）。 |                      |
| 第118回              | アインシュタインとレトロ玩具トーク＆あわせて100歳ゲーム                     | アインシュタイン | 7月2日               | |                      |
| 第119回              | 東京ホテイソン登場！たけるvs向で人気投票決戦                                | 東京ホテイソン | 7月9日               | |                      |
| 第120回              | マユリカ登場！…のはずが、阪本シンプル遅刻！向の熊元ドキュメント事件         | マユリカ | 7月16日              | 前半は阪本が遅刻。中谷一人を迎えての放送。 |                      |
| 第121回              | 川島とモグライダーの共演NGタレントが決定？                                  | モグライダー | 7月23日              | 仕事の都合により、向が欠席。 |                      |
| 第122回              | ゲストは初登場、紅しょうが！ どうなる？ 向の熊元プロレスへの想い            | 紅しょうが | 7月30日              | |                      |
| 第123回              | プラス・マイナスが登場！もしも巨人師匠とフリーザが古畑に出たら              | プラス・マイナス | 8月6日               | |                      |
| 第124回              | ゲストはFUJIWARA藤本さん！ 遅刻しても、だいじょうぶだぁ！                   | 藤本敏史（FUJIWARA） | 8月13日              | |                      |
| 第125回              | 男性ブランコとメガネラガンゲーム                                            | 男性ブランコ | 8月20日              | |                      |
| 第126回              | ギャロップが初登場！シャンプーあるあるでスポンサーに感謝！                  | ギャロップ | 8月27日              | |                      |
| 第127回              | 銀シャリ登場で、鰻が物申す！&うまいこというゲームリベンジ！                 | 銀シャリ | 9月3日               | |                      |
| 第128回              | 相席スタート山添！ピタリ100で10万円！テレフォンクエスチョン！               | 山添寛（相席スタート） 木村卓寛（天津、電話出演） 前田壮太（カラタチ、電話出演）                                        | 9月10日              | |                      |
| 第129回              | 早くもおかわり！FUJIWARA藤本さんと夢のゴールデンのつづきを作ろう！          | 藤本敏史（FUJIWARA） | 9月17日              | |                      |
| 第130回              | 初登場アキナと賞レース-1グランプリ                                          | アキナ | 9月24日              | |                      |
| 第131回              | 博多大吉さんが初登場！松本さん還暦祝いでまさかの事態                        | 博多大吉（博多華丸・大吉）                                                                                              | 10月1日              | |                      |
| 第132回              | ロングコートダディ堂前が登場！10万円テレフォンクエスチョン再び！            | 堂前透（ロングコートダディ） 森下直人（ななまがり、電話出演） 稲田美紀（紅しょうが、電話出演） ネゴシックス（電話出演） | 10月8日              | 元々はコンビでの出演を予定していたが、兎が体調不良のために休演した。 |                      |
| 第133回              | よっしゃー！川島さんと完全同期のトモダチ・馬場園さん登場！                  | 馬場園梓 | 10月15日             | |                      |
| 第134回              | すゑひろがりず初登場！鼓で伝えまショー！                                    | すゑひろがりず | 10月22日             | |                      |
| 第135回              | プラス・マイナスが登場！秋のコカドまつり                                    | プラス・マイナス | 10月29日             | |                      |
| 第136回              | 野性爆弾くっきー！さん登場！ 天津向、恋人候補募集企画の続報！               | くっきー!（野性爆弾）                                                                                                   | 11月5日              | |                      |
| 第137回              | どぶろっく初登場！それぞれの『○○な女』！                                    | どぶろっく | 11月12日             | |                      |
| 第138回              | インディアンスとコンビ共通点ゲーム！                                        | インディアンス | 11月19日             | |                      |
| 第139回              | ランジャタイとコーナータイトルのテンションでどなろう！                      | ランジャタイ | 11月26日             | |                      |
| 第140回              | おいでやす小田は何に怒ってるんでしょうか？                                  | おいでやす小田 | 12月3日              | |                      |
| 第141回              | 初登場！令和ロマンと理想のテレビ欄を作ろう！                                | 令和ロマン | 12月10日             | |                      |
| 第142回              | 同期の友達ばばちゃん！馬場園梓さんが再び登場！                              | 馬場園梓 | 12月17日             | |                      |
| 第143回              | 聖夜の天津向改名スペシャル！                                                | イヴルルド遙華 | 12月24日             | 特別企画『聖夜の天津向改名スペシャル！』を放送。イヴルルドによる姓名判断を行ったのち、幾つかの候補から｢天津飯大郎（てんしん はんたろう）｣を選択。向が天津飯大郎として「R-1グランプリ2024」にエントリーし、もしも決勝まで進出した場合、正式に改名する事を表明した。                           |                      |
| 第144回              | 大みそかは男性ブランコと！ 平井浦井、徹底討論！                             | 男性ブランコ | 12月31日             | |                      |

| 放送リスト（2024年） | 放送リスト（2024年）                                                                       | 放送リスト（2024年） | 放送リスト（2024年） | 放送リスト（2024年） | 放送リスト（2024年） |
| 回数                 | 放送内容                                                                                   | ゲスト | 放送日               | 備考 |                      |
| -------------------- | ------------------------------------------------------------------------------------------ | --- | -------------------- | --- | -------------------- |
| 第145回              | 新年といえば、ななまがり！ 初鰹とねじと架空山手線ゲーム！                                  | ななまがり | 1月7日               | |                      |
| 第146回              | くっきー！&あぁ～しらき登場！ 私の名前は…？                                                | くっきー!（野性爆弾） あぁ〜しらき                                                                                        | 1月14日              | |                      |
| 第147回              | エルフとハッピー大喜利！ ハッシュターグ！ つるとかめー！！                                 | エルフ | 1月21日              | |                      |
| 第148回              | ニッポンの社長が初登場！ アシスタントはパンサー向井！ 戦慄のケツ大暴れで誰が笑うねん！     | ニッポンの社長 | 1月28日              | 向が体調不良の為に休演。代打として向井慧（パンサー）が出演した。 |                      |
| 第149回              | カゲヤマが初登場！アシスタントは蛙亭・中野！新たなスリルが誕生！                           | カゲヤマ | 2月4日               | 先週に引き続き向が休演。代打として中野周平（蛙亭）が出演した。 |                      |
| 第150回              | ゲストは、おいでやす小田&馬場園梓！ 天津飯大郎も復帰！ 三者三様のR-1は？                   | おいでやす小田 馬場園梓                                                                                                   | 2月11日              | この回より向が復帰。向の「天津飯大郎」としてのR-1グランプリ2024の結果が発表されるも、シード権を獲得している状態で二回戦から出場、ややウケで敗退するという不甲斐ない結果で終わった。         |                      |
| 第151回              | ジャングルポケットが3人で登場！ わんわん、あんたも吠えてごらん！                           | ジャングルポケット | 2月18日              | |                      |
| 第152回              | ロングコートダディと「しりとり、のち、大喜利」                                             | ロングコートダディ | 2月25日              | |                      |
| 第153回              | コットンが登場！西村を信じないでください！                                                 | コットン | 3月3日               | |                      |
| 第154回              | ねごとにフジモンがカムバック！ FUJIWARA藤本さん登場！                                      | 藤本敏史（FUJIWARA） | 3月10日              | |                      |
| 第155回              | ピン芸人としては初登場！兼光タカシ！                                                       | 兼光タカシ | 3月17日              | |                      |
| 第156回              | カゲヤマ登場！ 飯大郎引っ越し記念で再びあのスリルを！                                      | カゲヤマ | 3月24日              | |                      |
| 第157回              | サルゴリラが初登場！ 赤羽の実家恋愛事情に迫る！                                            | サルゴリラ | 3月31日              | |                      |
| 第158回              | 4年目スタート！ 友達の馬場園梓さんと濁点多め大喜利！                                       | 馬場園梓 | 4月7日               | |                      |
| 第159回              | チャンス大城さん初登場！朝の番組でも出来るチャンスさんのネタとは？                         | チャンス大城 | 4月14日              | |                      |
| 第160回              | ゲストは銀シャリ！芸人の歌を語る！うまいことで鰻ドボン！                                   | 銀シャリ | 4月21日              | |                      |
| 第161回              | 短いスパンでフジモン再び！ 懐かしCMイントロドン！                                          | 藤本敏史（FUJIWARA） | 4月28日              | |                      |
| 第162回              | ちがうよ！全員ハズレ！もう中学生ワールド開幕！                                             | もう中学生 | 5月5日               | |                      |
| 第163回              | 藤井隆さんとフットボールアワー後藤輝基さん登場！ 即興曲メドレーでオイオイ！ゴーゴー！      | 藤井隆 後藤輝基（フットボールアワー）                                                                                     | 5月12日              | |                      |
| 第164回              | 冷静にテンパる浦井と独特なプレゼントの平井！男性ブランコ登場！                             | 男性ブランコ | 5月19日              | |                      |
| 第165回              | 初登場の滝音とベイビーワードクイズ！ 秋定は世に物申す？？                                  | 滝音 | 5月26日              | |                      |
| 第166回              | 新芸名も検討中？兼光タカシの7連鎖！                                                        | 兼光タカシ | 6月2日               | |                      |
| 第167回              | 東京ホテイソン・ショーゴ結婚記念！一番モテないのは誰だ！？ 審査員・馬場園梓も登場！        | 東京ホテイソン 馬場園梓                                                                                                   | 6月9日               | 馬場園はこの日に行われた特別企画「結局モテないのは誰だ!?」の審査員としてゲスト出演。 |                      |
| 第168回              | ニューヨークと、ひきだせ29！                                                               | ニューヨーク 稲田美紀（紅しょうが、電話出演） 青木マッチョ（かけおち、電話出演）                                          | 6月16日              | 「今週の本坊元児」のコーナーで向が2024年初の勝利。 |                      |
| 第169回              | ダンビラムーチョ初登場！ 芸能界を切り裂け！ 大原のカズーとフニャオクイズ！                 | ダンビラムーチョ | 6月23日              | |                      |
| 第170回              | 紅しょうが登場！女子～！ちゃんと当ててや～！                                               | 紅しょうが | 6月30日              | |                      |
| 第171回              | 非情な奥田と平和なよじょう！ガクテンソク初登場！                                           | ガクテンソク | 7月7日               | |                      |
| 第172回              | ダメだなぁ！ヘンダーソン初登場！                                                           | ヘンダーソン | 7月14日              | |                      |
| 第173回              | 初登場さや香と、下の名前ガチャ！                                                           | さや香 | 7月21日              | |                      |
| 第174回              | 枝葉が育ちすぎる！ フジモン&くっきーがコンビで登場！                                       | くっきー!（野性爆弾） 藤本敏史（FUJIWARA）                                                                                | 7月28日              | |                      |
| 第175回              | 配信の雄マユリカと、あれ覚えてる？クイズ！                                                 | マユリカ | 8月4日               | |                      |
| 第176回              | ロングコートダディと「ミッションを当てろ！条件大喜利」                                     | ロングコートダディ | 8月11日              | |                      |
| 第177回              | カゲヤマがやってきた！サマースリル！                                                       | カゲヤマ | 8月18日              | |                      |
| 第178回              | 3度目の兼光タカシ！ オールスターラジオ！                                                   | 兼光タカシ | 8月25日              | |                      |
| 第179回              | ゲストはママタルト！ポケカトークと長ツッコミ                                               | ママタルト | 9月1日               | |                      |
| 第180回              | ザ・パンチ登場！ アレグリアにはしゃぐパンチ浜崎ときれいなノーパンチ松尾！                  | ザ・パンチ | 9月8日               | |                      |
| 第181回              | ガクテンソク登場！ 非情な奥田と平和なよじょう、再び！                                      | ガクテンソク | 9月15日              | |                      |
| 第182回              | 世界を股にかけるTONIKAKU！ とにかく明るい安村が登場！                                      | とにかく明るい安村 | 9月22日              | |                      |
| 第183回              | ねごとにまたまた来てくれたのはこの2人～！ フジモン&くっきー！                              | くっきー!（野性爆弾） 藤本敏史（FUJIWARA）                                                                                | 9月29日              | |                      |
| 第184回              | 久々の登場！ とろサーモン久保田と購入履歴大喜利                                            | 久保田かずのぶ（とろサーモン）                                                                                            | 10月6日              | |                      |
| 第185回              | おいでやす小田&しずるKAƵMA！ 2人の答えを揃えろ！                                           | おいでやす小田 KAƵMA（しずる）                                                                                            | 10月13日             | |                      |
| 第186回              | インディアンスと、芸名ガチャで自己紹介！                                                   | インディアンス | 10月20日             | |                      |
| 第187回              | 相席スタート山添と脳汁テレフォンナンバーチャレンジ                                         | 山添寛（相席スタート） 太田博久（ジャングルポケット、電話出演） 中村フー（ヘンダーソン、電話出演） 亜生（ミキ、電話出演） | 10月27日             | |                      |
| 第188回              | 男性ブランコ登場！ 平井のベストはなんでしょね！？                                          | 男性ブランコ | 11月3日              | |                      |
| 第189回              | まーちゃんごめんね再び！ママタルト                                                         | ママタルト | 11月10日             | |                      |
| 第190回              | 紅しょうがに忍びよる、天津飯大郎の恐怖！                                                   | 紅しょうが | 11月17日             | |                      |
| 第191回              | さや香とミニゲームを考える                                                                 | さや香 | 11月24日             | |                      |
| 第192回              | ザ・マミィが初登場！ クズをプラマイゼロにしよう！                                          | ザ・マミィ | 12月1日              | |                      |
| 第193回              | 空気階段と懲りないおじさん                                                                 | 空気階段 | 12月8日              | |                      |
| 第194回              | ビスブラ・原田、スカチャン・ヤジマリー、パンサー尾形は、どんなときにもガッツを出せるのか？ | 尾形貴弘（パンサー） ヤジマリー。（スカチャン） 原田泰雅（ビスケットブラザーズ）                                          | 12月15日             | BSよしもと『ガッツ100%テレビ 〜笑いと愛が企業を救う〜』の企画にて出演権を獲得した三人が出演。当初はナダル（コロコロチキチキペッパーズ）も出演予定であったが、スケジュールの都合で出演せず。 |                      |
| 第195回              | こっちもM！歳末もう中感謝ゲームコーナー！                                                  | もう中学生 | 12月22日             | |                      |
| 第196回              | 新生ジャングルポケット！ おたけの天然と太田の正義！                                        | おたけ、太田博久（ジャングルポケット）                                                                                    | 12月29日             | |                      |

| 放送リスト（2025年） | 放送リスト（2025年）                                                                                | 放送リスト（2025年）                                                               | 放送リスト（2025年） | 放送リスト（2025年） | 放送リスト（2025年） |
| 回数                 | 放送内容                                                                                            | ゲスト                                                                             | 放送日               | 備考 |                      |
| -------------------- | --------------------------------------------------------------------------------------------------- | ---------------------------------------------------------------------------------- | -------------------- | --- | -------------------- |
| 第197回              | タイムマシーン3号と、飯大郎のYouTubeを考える                                                        | タイムマシーン3号                                                                  | 1月5日               | |                      |
| 第198回              | 銀シャリ！ これが本当のうなぎのぼりだー！ 細かいところが気になりすぎて！                            | 銀シャリ                                                                           | 1月12日              | |                      |
| 第199回              | おなじみ、フジモン&くっきー！ お笑い色んなランキングクイズ！                                        | くっきー!（野性爆弾） 藤本敏史（FUJIWARA）                                         | 1月19日              | |                      |
| 第200回              | ロングコートダディと、語ったあと、大喜利！                                                          | ロングコートダディ                                                                 | 1月26日              | |                      |
| 第201回              | 初登場、トレンディエンジェルが恋愛を語る！                                                          | トレンディエンジェル                                                               | 2月2日               | |                      |
| 第202回              | 人気沸騰ガクテンソク！ 非情だけど少しデレる奥田と平和だけどなんか怖いよじょう！                     | ガクテンソク                                                                       | 2月9日               | |                      |
| 第203回              | 初登場マヂカルラブリーと、スーパーねごとゲームMAKER！                                               | マヂカルラブリー                                                                   | 2月16日              | |                      |
| 第204回              | ニューヨークとクイズ地下芸人テレフォン！                                                            | ニューヨーク ネゴシックス（電話出演） ベン山形（電話出演） ギブ↑大久保（電話出演） | 2月23日              | 当初はコーナー内でベン山形のみが電話出演する予定であったが、最初にベンが電話に出なかったため、出るまでの間にオープニングトークで話題となったネゴシックスに電話をかけた。その後、ギブ↑大久保にも電話をかけたが放送時間内に入りきらなかったため、Podcastに追加収録された。 |                      |
| 第205回              | エバースと、さすがに末締めだろタイムショック！                                                      | エバース                                                                           | 3月2日               | |                      |
| 第206回              | フルーツポンチ村上&しずるKAƵMAが登場！チープものまねクイズ！                                        | 村上健志（フルーツポンチ） KAƵMA（しずる）                                         | 3月9日               | この回の収録日、隣のスタジオで『アルコ＆ピース D.C.GARAGE』を収録していた平子祐希（アルコ＆ピース）からミート矢澤の弁当を差し入れられるも、番組内では触れず『D.C.GARAGE』の収録中に川島とKAƵMAがスタジオに乱入。その模様が同年3月4日の『D.C.GARAGE』にて放送された。     |                      |
| 第207回              | インディアンスと「このあとは！ゲーム」                                                              | インディアンス                                                                     | 3月16日              | |                      |
| 第208回              | チョコレートプラネットと、笑ったら負けよ！架空の古今東西！                                          | チョコレートプラネット                                                             | 3月23日              | 2025年3月14日が世界睡眠デーであったということで、この日の放送のみブレインスリープがスポンサーとして参加。ブレインスリープ時代に行われていたコーナー「言ってそうなねごと」が一夜限りの復活を果たした。                                                                    |                      |
| 第209回              | 4月からリニューアルで、最終回ドッキリテレフォンチャレンジ！ スカルプDさん、ありがとうございました！ | ネゴシックス（電話出演） ベン山形（電話出演）                                      | 3月29日              | |                      |
| 第210回              | リニューアル初回ゲストは、友達のばばちゃんとネゴちゃん！                                            | ネゴシックス 馬場園梓                                                              | 4月6日               | この回から『イースト駅前クリニック presents 川島明のねごと』としてリスタート。 |                      |
| 第211回              | マユリカ登場！阪本のシベリアコメント！                                                              | マユリカ                                                                           | 4月13日              | |                      |
| 第212回              | 待ってるフニャオ、待たせるフジモン！                                                                | 原田フニャオ（ダンビラムーチョ） 藤本敏史（FUJIWARA）                              | 4月20日              | 当初は二人揃って出演する予定であったが、藤本が番組からのオファーがあった事を忘れていた為、番組後半に登場した。 |                      |
| 第213回              | ママタルト登場！ 檜原のド迫力ツッコミ！                                                             | ママタルト                                                                         | 4月27日              | |                      |
| 第214回              | フルーツポンチ村上健志と、しずる池田一真とピンポイントお笑い考察！                                  | 村上健志（フルーツポンチ） 池田一真（しずる）                                      | 5月4日               | |                      |
| 第215回              | なすなかにしが久々に登場！ レトロでええやん再び！                                                   | なすなかにし                                                                       | 5月11日              | |                      |
| 第216回              | ラランドが初登場！ 飯大郎とニシダのいいところ！                                                     | ラランド                                                                           | 5月18日              | |                      |
| 第217回              | トレンディエンジェルが、あなたの恋にRide on time！                                                  | トレンディエンジェル                                                               | 5月25日              | |                      |
| 第218回              | 改名記念しずる人格クイズ！だって純はそうだもん！                                                    | しずる                                                                             | 6月1日               | |                      |
| 第219回              | ロバート秋山と「あなたの裁縫箱、どんなの！？」                                                      | 秋山竜次（ロバート）                                                               | 6月8日               | |                      |
| 第220回              | マヂカルラブリーと無限しばり大喜利                                                                  | マヂカルラブリー                                                                   | 6月15日              | |                      |
| 第221回              | YouTubeのまなぶは別人格!? カミナリと「このゲームほんとにあった？」クイズ！                          | カミナリ                                                                           | 6月22日              | |                      |
| 第222回              | 囲碁将棋と生意気モノマネ選手権！                                                                    | 囲碁将棋                                                                           | 6月29日              | |                      |
| 第223回              | メトロンズから最後の刺客！ ライスはライスのことをわかっているのか！？                               | ライス                                                                             | 7月6日               | |                      |
| 第224回              | ダンビラムーチョがコンビで登場！幻の回をクイズで振り返る！                                          | ダンビラムーチョ                                                                   | 7月13日              | |                      |
| 第225回              | ママタルトと「まーごめ」みたいなクイズに挑戦！                                                      | ママタルト                                                                         | 7月20日              | |                      |
| 第226回              | 新コンビ名では初登場！ちょんまげラーメン！                                                          | ちょんまげラーメン                                                                 | 7月27日              | |                      |
| 第227回              | FUJIWARA登場！ 原西ギャグ推理クイズ！                                                               | FUJIWARA                                                                           | 8月3日               | |                      |
| 第228回              | | すゑひろがりず                                                                     | 8月10日              | |                      |
| 第229回              | | トレンディエンジェル                                                               | 8月17日              | |                      |

## ネット局
| 放送地域   | 放送局    | 放送開始     | 放送時間           | 備考       |
| ---------- | --------- | ------------ | ------------------ | ---------- |
| 関東広域圏 | TBSラジオ | 2021年4月4日 | 日曜 19:00 - 20:00 | 制作局     |
| 鹿児島県   | MBCラジオ | 2021年8月8日 | 日曜 19:00 - 20:00 | 同時ネット |